# Kruščić
Kruščić (Крушчић), în maghiară Veprőd, în germană Weprowatz, este un sat situat în partea de nord-vest a Serbiei, în Voivodina. Aparține  administrativ de comuna Kula. Numele localității provine de la Vukman Kruščić, erou sârb în cel de-al Doilea Război Mondial.